# José Antonio Chang

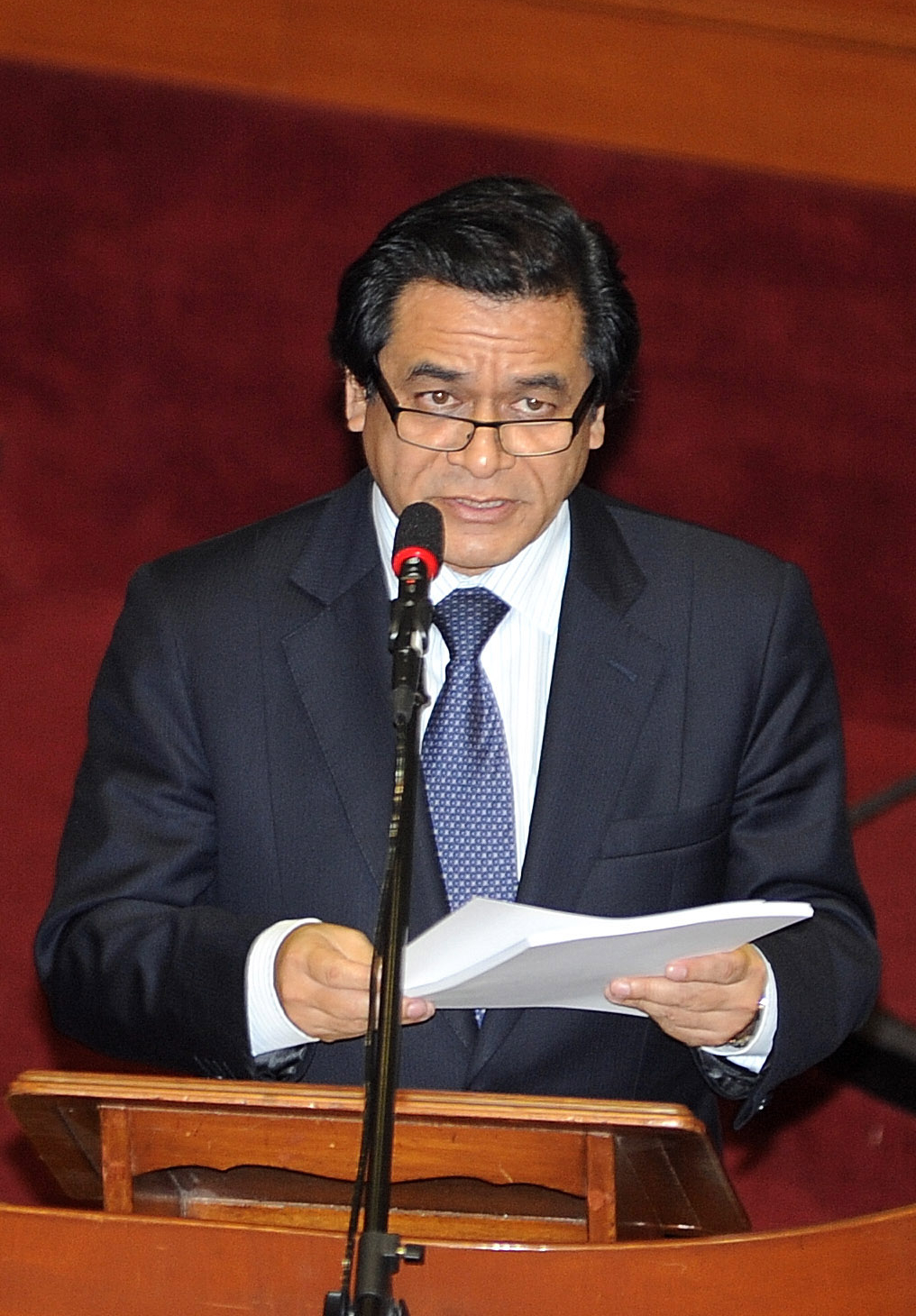
José Antonio Chang

José Antonio Chang Escobedo (* 29. Mai 1958 in Lima) war vom 14. September 2010 bis 18. März 2011 peruanischer Ministerpräsident. Er löste Javier Velásquez Quesquén ab, der sein Amt aufgab, damit er im Jahr 2011 zur Präsidentschaftswahl, als Nachfolger für Alan García, antreten darf. Davor war Chang seit dem 28. Juli 2006 Bildungsminister von Peru. Chang ist Wirtschaftsingenieur und war Rektor der Universidad de San Martín de Porres. Seine Nachfolgerin wurde am 18. März 2011 die bisherige Justizministerin Rosario Fernández.

## Ausbildung
Chang Escobedo studierte in Lima an der Päpstlich Katholischen Universität, musste diese aber wegen schlechter Leistungen vorzeitig verlassen. So begann er ein Studium an der Nationaluniversität Federico Villarreal, auf der er seinen Abschluss als Wirtschaftsingenieur machte. Hier erreichte er auch den akademischen Grad des Doktors für Bildung und Erziehung. Seine Promotion befasste sich  mit den Logistikstrukturen des Handelsystems des Bergbauunternehmens Minero Perú. Er gab Kurse über Verwaltung und Organisation an der Privatuniversität Escuela Superior de Administración de Negocios und erhielt seinen Master im Studienfach Informationstechnologie und technischer Bildung an der Universität von Hartford in den Vereinigten Staaten von Amerika.

## Rektor der Universität San Martín
Von 1996 bis 2006 diente er an der als Rektor der Privatuniversität San Martín de Porres, bei der er nach 10 Jahren zurücktrat. Seine Administration wurde mit dem Vorwurf der Untreue und Unterschlagung konfrontiert, doch Jorge del Castillo Gálvez erklärte, dass die APRA den Fall untersucht hätte und er unschuldig sei. In seiner Amtszeit erlaubte ihm Alan García die Wiederwahl und damit die Geschäfte an dieser Universität, einer staatlichen Institution, weiter zu führen.

## Öffentliche Ämter
José Antonio Chang übernahm viele öffentliche Ämter wie beispielsweise die Koordination der Informatik der peruanischen Nationalbank. Außerdem war er Direktor der Kooperation peruanischer Flughäfen, des kommerziellen Flugwesens und später Dekan der Fakultät für Ingenieurwesen und Informatik an der Universität San Martín de Porres.

## Bildungsminister
Am 28. Juli 2006 wurde Chang unter den Augen von Alan García zum Bildungsminister des Kabinetts von Peru ernannt, der ersten Regierung der zweiten Legislaturperiode Garcias. Während seiner Antrittsrede bezog sich der Präsident insbesondere auf die Rolle Changs und wie es ihm gelingen könnte den Analphabetismus im Land zu beseitigen. García gab ihm hierfür seine volle Unterstützung. Seine Ernennung wurde ursprünglich von Nachrichtensendern wie Cecilia Valenzuela hinterfragt, da einige Fragen ungeklärt blieben. Seine Amtszeit wurde durch starken Widerstand gegen SUTEP, sowie einer Auswertung der Arbeit von Fakultäten, sowohl über die derzeitige Studenten, als auch ihrer Absolventen der Universitäten und Instituten geprägt. Allerdings gab es starke Bedenken gegen das Beurteilungsverfahren, welches von Spezialisten wie Leon Thathemberg heftig kritisiert wurden, da das Ministerium darauf bestand die Lehrkräfte ohne behördliches Regelwerk zu bewerten. Diese Tatsache führte zu starken Widerständen unter den Betroffenen.